# Эмами, Юнес
Юнес Эмами (перс. یونس امامی‎, 30 марта 1997 Лурестан ) — иранский борец вольного стиля. Неоднократный призёр чемпионатов мира. Чемпион и призёр чемпионатов Азии.

## Биография
Борьбой начал заниматься в 2007 году. Впервые принял участие в международных соревнованиях по борьбе в 2013 году. На чемпионате мира среди кадетов стал вторым.
В 2017 году на чемпионате мира среди спортсменов не старше 23-х лет завоевал бронзовую медаль.
В 2019 году в весовой категории до 70 кг на чемпионате Азии, который проходил в Китае, стал бронзовым призёром континентального первенства.
На предолимпийском чемпионате планеты в Казахстане в 2019 году в весовой категории до 70 кг завоевал бронзовую медаль.
В 2022 году, выступая в весовой категории до 74 кг, выиграл чемпионат Азии в Улан-Баторе и завоевал бронзовую медаль на чемпионате мира в Белграде.